# 大和久彪
大和久 彪（おおわく たけし、1914年1月23日 - 1956年8月25日）は、将棋棋士。贈八段。石井秀吉七段門下。千葉県千葉市出身。

## 経歴
- 1946年、順位戦B級に参加。以後10期にわたり順位戦に参加。
- 1956年、順位戦C級1組在籍のまま死去。

## 人物
- 縁起を特に気にしていたといわれている[3]。死去の半年ほど前に、松下力八段との対局で駒柱（駒が将棋盤の一段目から九段目まで縦一列に並ぶ事）が現れ、その対局は大和久が敗れた[要出典]。それからまもなく大和久が病床につき休場、若くして腎臓病で亡くなった。この時の駒柱の位置が死線に通じる4の列だった[要出典]。
- 升田幸三実力制第4代名人が低段時代にライバル視していた[要出典]棋士としても有名。
- 弟子に長谷部久雄がいる。
- 晩年、日経新聞に「飛将軍」のペンネームで観戦記を執筆した[2][4]。

## 昇段履歴
- 1933年00月00日：入門 [1][2]
- 1934年00月00日：初段 [5]
- 1936年00月00日：四段 [5]
- 1937年00月00日：五段 [5]
- 1941年00月00日：六段 [5]
- 1944年00月00日：七段 [5]
- 1956年08月25日：現役死去 [2]
- 1968年11月03日：追贈八段（表彰感謝の日表彰）[2]

## 主な成績

### 順位戦クラス
| 開始 年度 | (出典)順位戦出典 | (出典)順位戦出典 | (出典)順位戦出典 | (出典)順位戦出典 | (出典)順位戦出典 | (出典)順位戦出典 | (出典)順位戦出典 | (出典)順位戦出典 |
| 開始 年度 | 期               | 名人             | A級              | B級              | B級              | C級              | C級              | 0                |
| 開始 年度 | 期               | 名人             | A級              | 1組              | 2組              | 1組              | 2組              | 0                |
| --- | ---------------- | ---------------- | ---------------- | ---------------- | ---------------- | ---------------- | ---------------- | ---------------- |
| 順位戦の 枠表記 は挑戦者。 右欄の数字は勝-敗(番勝負/PO含まず)。 順位戦の右数字はクラス内順位 ( x当期降級点 / *累積降級点 / +降級点消去 ) |                  |                  |                  |                  |                  |                  |                  |                  |

## 著書
- 大和久彪『奇襲戦法:鬼殺し・石田・捻り飛車・穴熊戦法・金開き (将棋新書 第10)』野口書店、1952年。 - 国立国会図書館デジタルコレクション収蔵